# Ernst Streng
Ernst Streng (ur. 24 stycznia 1942 w Kolonii, zm. 27 marca 1993 tamże) – niemiecki kolarz torowy i szosowy reprezentujący Niemcy Zachodnie, mistrz olimpijski i dwukrotny medalista torowych mistrzostw świata.

## Kariera
Pierwszy sukces w karierze Ernst Streng osiągnął w 1963 roku, kiedy wspólnie z wspólnie z Lotharem Claesgesem, Karl-Heinzem Henrichsem i Klemensem Großimlinghausem zdobył srebrny medal w drużynowym wyścigu na dochodzenie podczas torowych mistrzostw świata w Liège. Ponadto reprezentanci RFN w składzie: Lothar Claesges, Karl-Heinz Henrichs, Karl Link i Ernst Streng zdobyli dwa złote medale w tej konkurencji: na mistrzostwach świata w Paryżu i igrzyskach olimpijskich w Tokio w 1964 roku. Ponadto Streng wielokrotnie zdobywał medale torowych mistrzostw kraju, w tym dwa złote. Startował także w wyścigach szosowych, ale bez większych sukcesów.